# Malajkungsfiskare
Malajkungsfiskare (Alcedo peninsulae) är en fågel i familjen kungsfiskare inom ordningen praktfåglar.

## Utseende och läte
Malajkungsfiskaren är en liten och rätt mörk kungsfiskare. Hanen är distinkt, med ett brett blågrönt band tvärs över det vita bröstet. Honan har en mycket avvikande dräkt utan bröstband och helorange. Den liknar kungsfiskaren, men är mattare och mörkare, har röd näbbrot och saknar kungsfiskarens orangefärgade fläck bakom ökat. Honan är också lik menintingkungsfiskare, men saknar den artens grälla färger. Det genomträngande lätet är likt kungsfiskarens.

## Utbredning och systematik
Arten förekommer från södra Myanmar och västra Thailand söderut till Sumatra och Borneo. Den kategoriserades tidigare som underart till blåbandad kungsfiskare (Ceyx fallax) men urskildes 2014 som egen art av Birdlife International, 2022 av tongivande eBird/Clements och 2023 av International Ornithological Congress.

## Levnadssätt
Malajkungsfiskaren hittas i låglänta områden och förberg. Där ses den jaga utefter snabbt strömmande vattendrag i skog. 

## Status
Malajkungsfiskaren är begränsad till skog i en region där avskogning pågår. Den tros därför minska i antal, så pass kraftigt att IUCN kategoriserar den som nära hotad.